# Liste der Bodendenkmäler in Gevelsberg
Die Liste der Bodendenkmäler in Gevelsberg enthält die denkmalgeschützten unterirdischen baulichen Anlagen, Reste oberirdischer baulicher Anlagen, Zeugnisse tierischen und pflanzlichen Lebens und paläontologischen Reste auf dem Gebiet der Stadt Gevelsberg im Ennepe-Ruhr-Kreis in Nordrhein-Westfalen (Stand: September 2020). Diese Bodendenkmäler sind in Teil B der Denkmalliste der Stadt Gevelsberg eingetragen; Grundlage für die Aufnahme ist das Denkmalschutzgesetz Nordrhein-Westfalen (DSchG NRW).
| Bild | Bezeichnung                                      | Lage               | Beschreibung | Bauzeit | Eingetragen seit | Denkmal- nummer |
| ---- | ------------------------------------------------ | ------------------ | ------------ | ------- | ---------------- | --------------- |
|      | Ehemaliger Standort der Klosterkirche            | Elberfelder Straße |              |         | 12.08.1988       | 1               |
|      | Standort ehemaliger Kloster- bzw. Stiftsfriedhof | Elberfelder Straße |              |         | 14.12.1989       | 2               |
|      | Hüttenplatz am Hedtberger Bach                   | Asbeck             |              |         | 27.02.1990       | 3               |
|      | Hüttenplatz an einem Nebenbach zur Iserbecke     |                    |              |         | 27.02.1990       | 4               |